# Christoffer Rambo
Christoffer Rambo (* 18. November 1989 in Sandefjord, Norwegen) ist ein norwegischer Handballspieler.

## Karriere

### Verein
Rambo begann im Alter von zwölf Jahren mit dem Handballspielen. Nachdem er bei Sandefjord TIF gespielt hatte, wechselte er zu IL Runar Sandefjord. Mit Runar spielte er im Europapokal der Pokalsieger (2009/2010). In der Saison 2010/11 stand der Rückraumspieler beim spanischen Verein Cuatro Rayas BM Valladolid unter Vertrag. Anschließend wechselte er zum norwegischen Erstligisten Elverum Håndball. In der Saison 2011/12 gewann Rambo mit Elverum die norwegische Meisterschaft und wurde mit 143 Treffern Torschützenkönig der norwegischen Postenligaen. Im Sommer 2012 unterschrieb Rambo einen Vertrag beim französischen Erstligisten Dunkerque HBGL. Nachdem der Vertrag Anfang November 2013 aufgelöst worden war, lief er ab dem 6. November 2013 für den deutschen Verein GWD Minden auf. Für die Grün-weißen erzielte er in 216 Spielen in der 1. Bundesliga 931 Tore, davon 28 per Siebenmeter, und in 40 Partien in der 2. Bundesliga 197 Feldtore. Im Sommer 2021 kehrte er zum norwegischen Verein IL Runar Sandefjord zurück. Nachdem Rambo in der Saison 2021/22 mit 163 Toren zweitbester Torschütze der norwegischen Liga geworden war, reichten ihm in der Folgesaison 156 Treffer zum Gewinn der Torschützenkrone.

### Nationalmannschaft
Christoffer Rambo absolvierte bislang 101 Länderspiele für die norwegische Nationalmannschaft, in denen er 218 Treffer erzielte. Sein Debüt gab er bei der Weltmeisterschaft 2009 in Kroatien. Nach viereinhalbjähriger Pause bestritt er Anfang Januar 2021 in der Qualifikation zur Europameisterschaft 2022 gegen Weißrussland zwei weitere Spiele mit einer ersatzgeschwächten Auswahl, da Norwegens A-Mannschaft sich auf die Weltmeisterschaft 2021 in Ägypten vorbereitete.